# Artorima erubescens
Artorima erubescens är en orkidéart som först beskrevs av John Lindley, och fick sitt nu gällande namn av Robert Louis Dressler och Glenn E. Pollard. Artorima erubescens ingår i släktet Artorima och familjen orkidéer. Inga underarter finns listade i Catalogue of Life.

## Bildgalleri

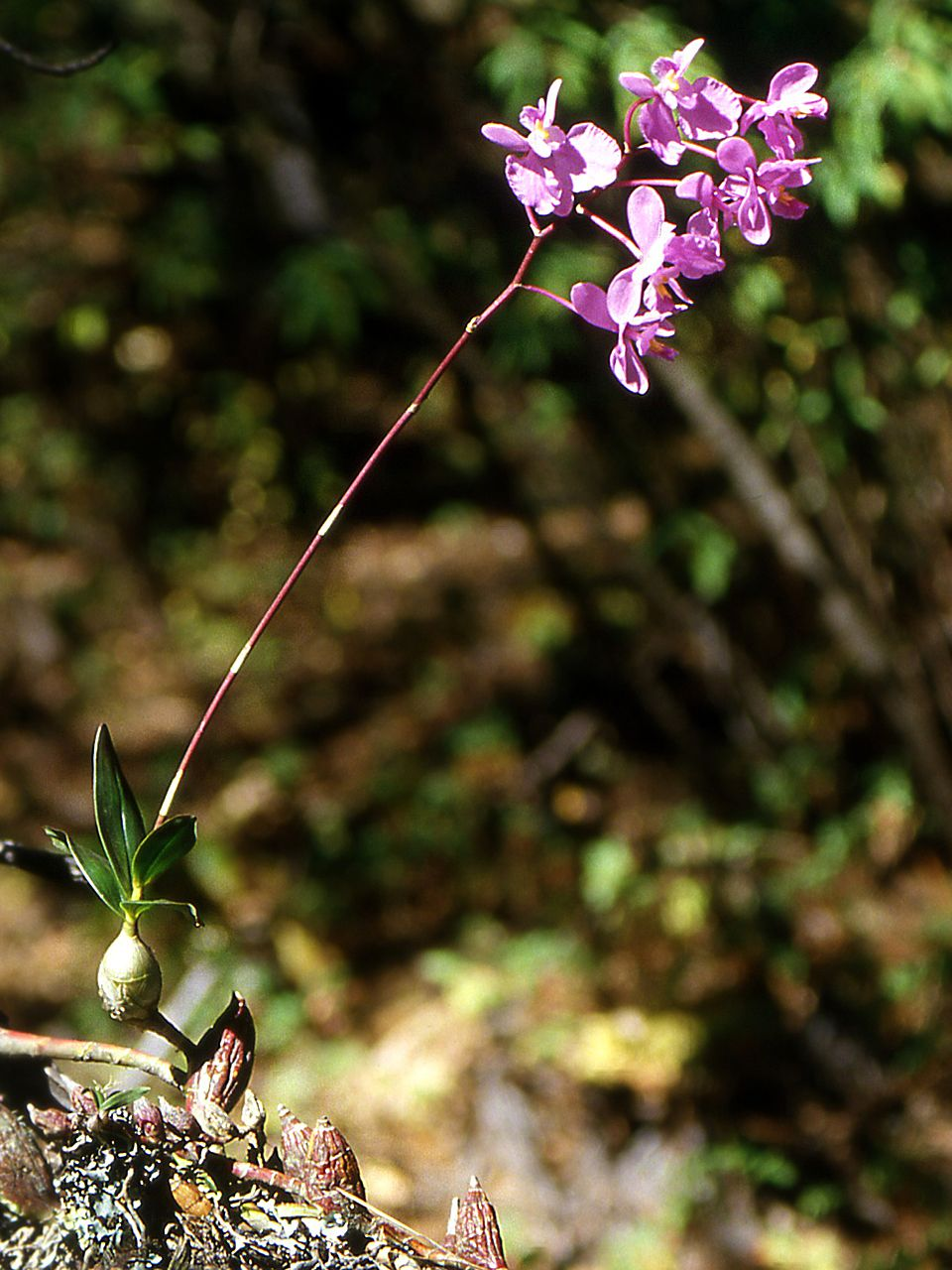
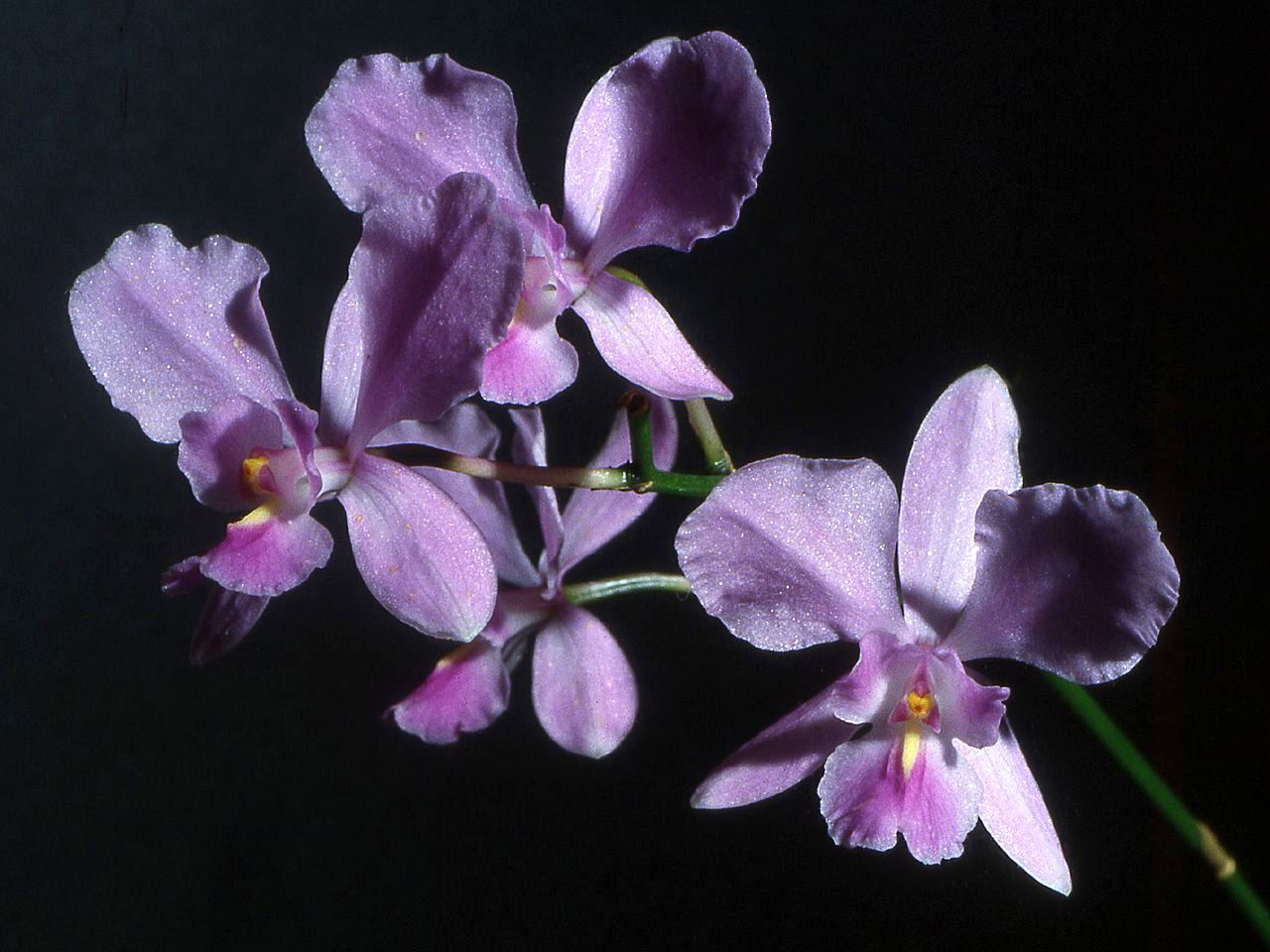
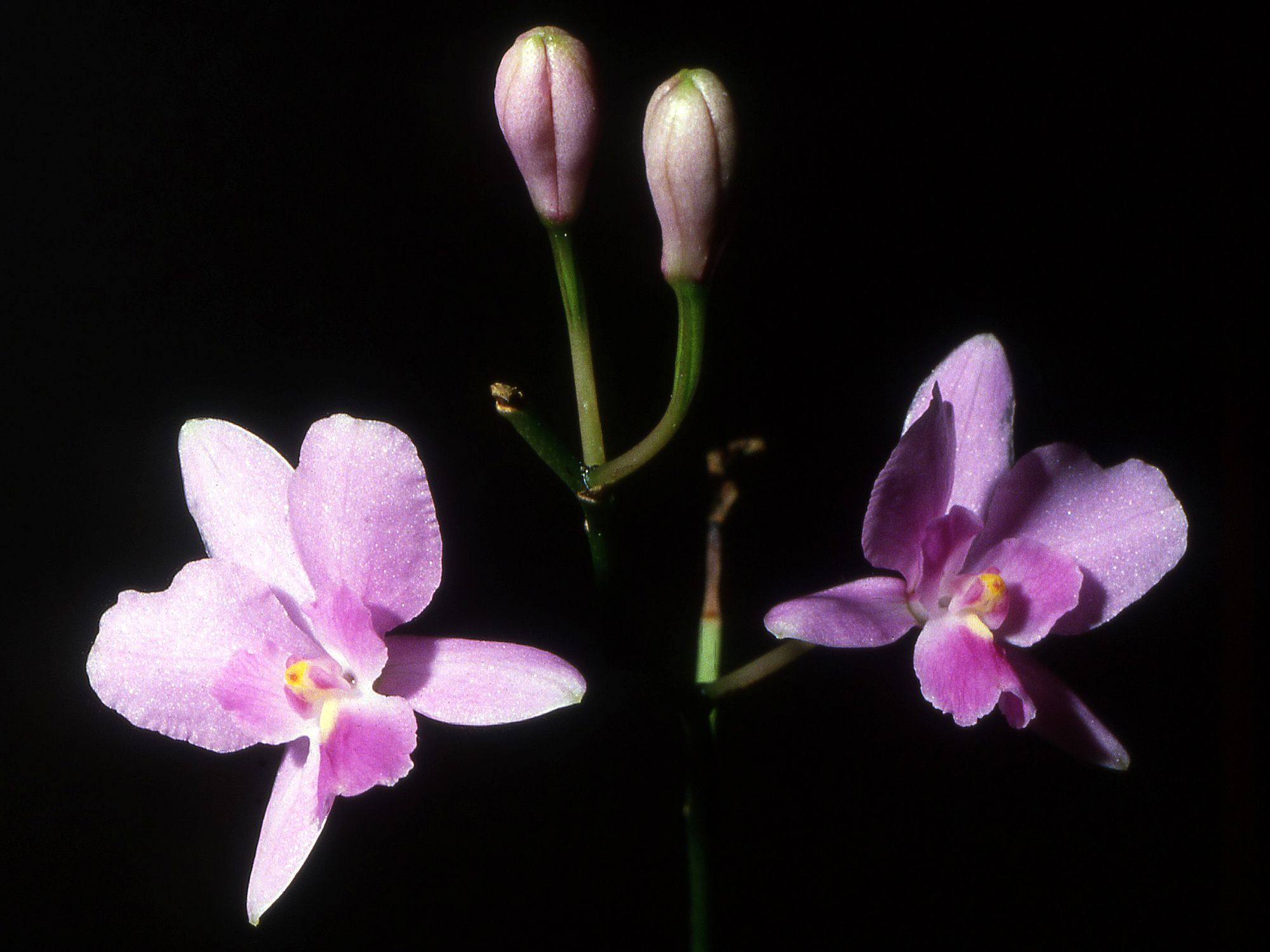
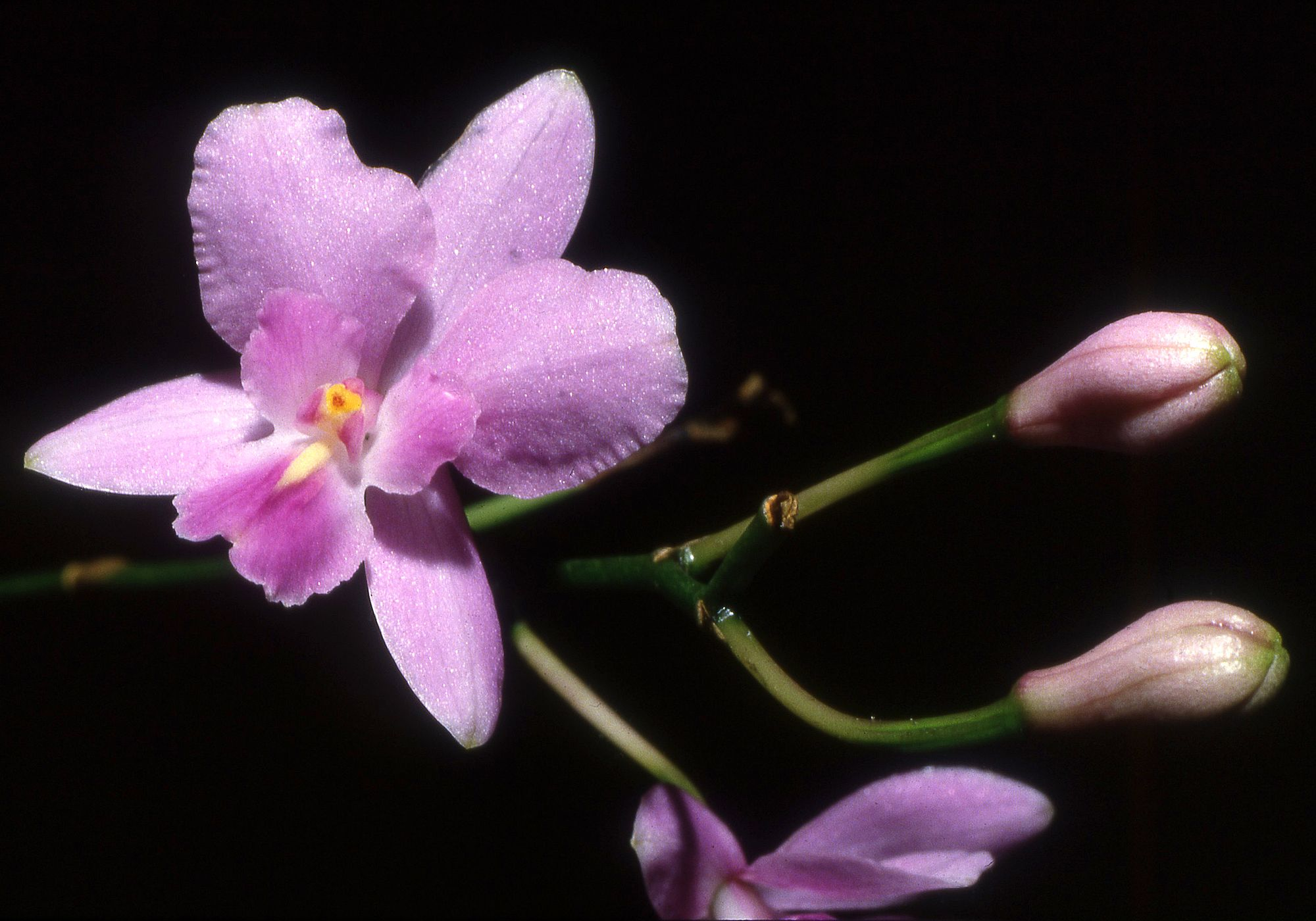
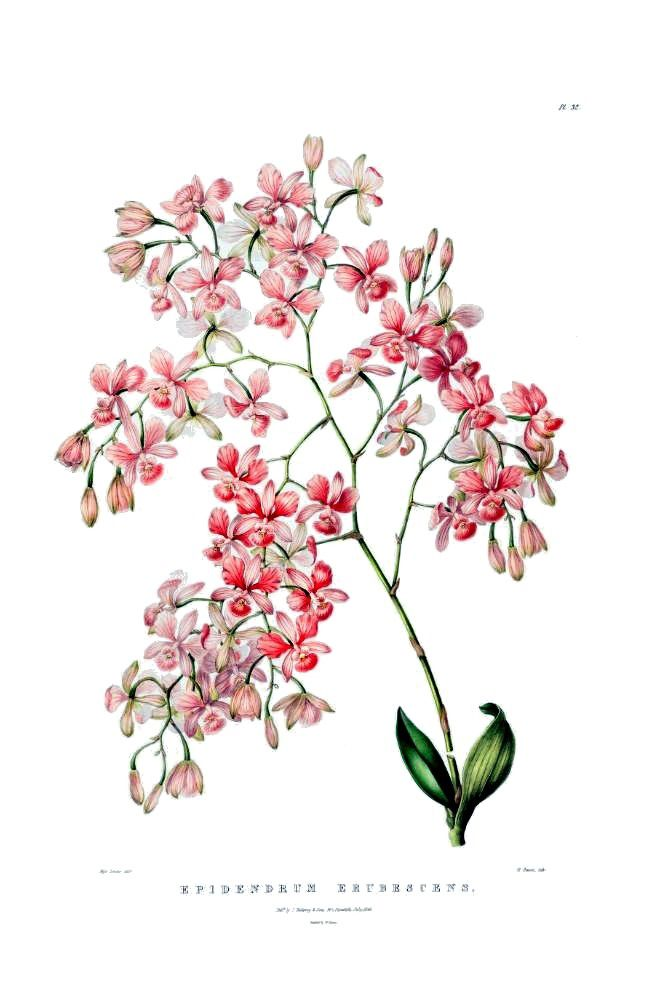